# Jaume Clotet i Planas
Pour les articles homonymes, voir Clotet.
Jaume Clotet i Planas, né à Sarrià, Barcelone, le 16 mai 1974, est un journaliste et historien catalan,.

## Biographie
Licencié en Journalisme de l'Université autonome de Barcelone et en Histoire de l'Université de Barcelone, il a été a la tête de la section de politique du quotidien Avui. Il est correspondant en Euskadi entre 2001 et 2003 pour l'Avui et Ona Catalana. Entre 2003 et 2008 il est attaché de presse du ministère des affaires intérieures du Gouvernement de Catalogne et entre 2008 et 2010 il occupe le poste de vice directeur de l'Agència Catalana de Notícies. Il est membre fondateur du Groupe de Journalistes Ramon Barnils et a collaboré à différents médias, tels que Ara, El Punt Avui, El Singular Digital, TV3, Público, ABC, COM Ràdio, Ona Catalana et RAC 1,.
Il est co-auteur, avec Quim Grille, de Les millors obres de la literatura catalana (comentades pel censor) (A Contra Vent, 2010) et du roman historique Lliures o morts (Columna, 2012), avec le journaliste David de Montserrat. En 2014 il publie 50 moments indispensables de la història de Catalonya (Colomna), réédité en mars 2015. Il a aussi publié les contes pour enfants La meva primera Diada, El meu primer llibre de Nadal et La meva primera festa major illustrés par Rut Bisbe, ainsi que le reportage «Voluntaris catalans a la guerra de Croàcia», publié dans la Revista de Catalonya en 2012.
En février 2014 il prend la direction du Programme International de Communication et Relations Publiques Eugeni Xammar du Gouvernement de la Généralité de Catalogne, en remplacement de Martí Estruch.